# Juto (dialecto)
[cita requerida]
El juto o jutlandés (en danés: jysk o en su versión arcaica jydsk) es un término para los dialectos occidentales del danés, hablado en la península de Jutlandia.
Los diferentes subdialectos del juto difieren algo unos de otros y generalmente se clasifican en tres subdialectos principales.
1. Meridional (sønderjysk)
2. Oriental (østjysk)
3. Occidental (vestjysk)

Generalmente, los subdialectos orientales son más próximos al danés normativo, mientras que el juto meridional (Sønderjysk) es el que más difiere de la lengua principal, y algunas veces es clasificado con un dialecto diferente: el juto septentrional (nørrejysk) y el juto meridional (sønderjysk).
- Datos: Q1340322